# Thomas Hof (Künstler)
Thomas Hof (* 1958 in Wien; † 2011) war ein österreichischer Maler.

## Leben
Thomas Hof studierte an der Akademie der Bildenden Künste in Wien in den Klassen von Max Weiler und Arnulf Rainer.

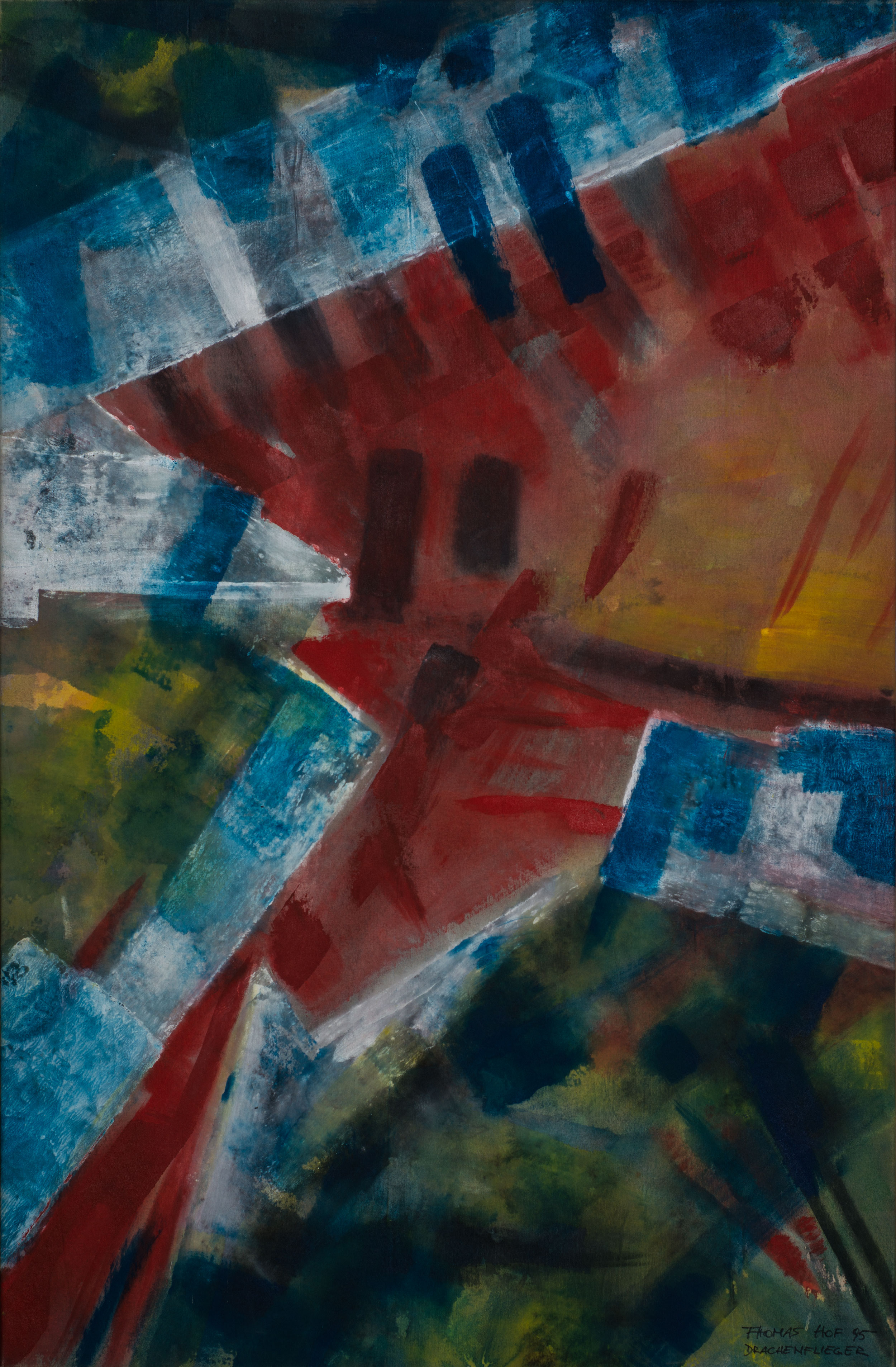
Thomas Hof, Drachenflieger, Acryl auf Leinwand, ca. 150 × 80 cm, Wien 1995

Seine frühen Werke sind hauptsächlich Landschaftsbilder, die von seiner Liebe zu den Bergen inspiriert waren. Hof war ein begeisterter Bergsteiger und viele seiner frühen Werke zeigen Schönheit und majestätische Erhabenheit der Alpen und Landschaften seiner Heimat sowie der Berge Griechenlands, einem Land, das er regelmäßig bereiste.  Viele seiner späteren Arbeiten beschäftigen sich mit Menschen, großteils Tango-Tänzern. 

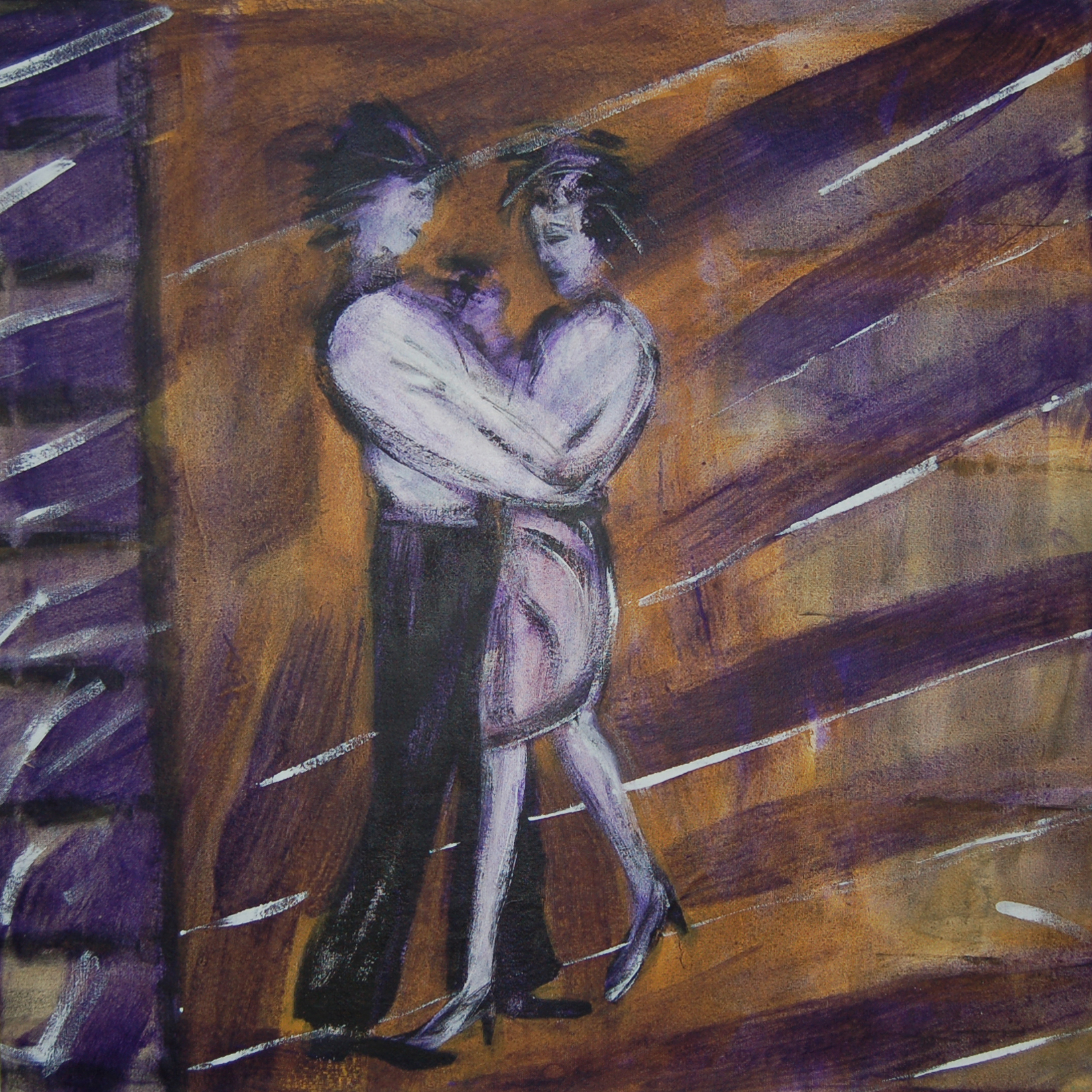
Thomas Hof: Tango, Acryl auf Leinwand, 87 × 87 cm, Wien 2005

Thomas Hof hatte zahlreiche Ausstellungen in Wien und ganz Österreich, unter anderem im Haus Wittgenstein (2001), WUK (2002/03), Wiener Urania (2005), raumimpuls mit Heidrun Anger (2006), Galerie Pendel (2006), Kaffee Stamm (2007), Galerie Time (2010), raumimpuls (2010). Seine Werke sind in öffentlichen und privaten Kunstsammlungen zu finden, unter anderem in der Artothek des Landes Niederösterreich.